# 岡山玲子
岡山 玲子（おかやま れいこ　1960年9月29日 - ）は、日本のフリーアナウンサー。
名古屋市出身。南山大学短期大学部英語科卒業。東海テレビ (THK) のアナウンサーを務めた後、退社してフリーに転向。1990年代にはテレビ東京の番組に出演する一方で、古巣の東海テレビでもレギュラー番組を持っていた。

## 担当番組

### ラジオ番組
- とびっきりNiGHT（東海ラジオ） - 金曜2部パーソナリティ
- 伊藤春雄のさん!さん!モーニング（東海ラジオ） - レポーター

### テレビ番組
| 期間                       | 期間                       | 番組名                                   | 役職                           |
| -------------------------- | -------------------------- | ---------------------------------------- | ------------------------------ |
| 東海テレビアナウンサー時代 | 東海テレビアナウンサー時代 | FNNモーニングワイド630                   | キャスター                     |
| 東海テレビアナウンサー時代 | 東海テレビアナウンサー時代 | FNN東海テレビモーニングコール            | キャスター                     |
| 東海テレビアナウンサー時代 | 東海テレビアナウンサー時代 | トークシャワー（フジテレビ）             | 東海ローカルでの中継リポーター |
| 1990年10月                 | 1993年3月                  | TXNニュースワイド11（テレビ東京）        | メインキャスター               |
| 1994年4月                  | 1995年9月                  | ワールドビジネスサテライト（テレビ東京） | サブキャスター                 |
| 1994年10月6日              | 1998年3月25日              | 玲子のおしゃべりサロン（東海テレビ）     | 司会                           |